# Cancer Prevention Research
Cancer Prevention Research, abgekürzt Cancer Prev. Res., ist eine wissenschaftliche Fachzeitschrift, die von der American Association for Cancer Research veröffentlicht wird. Die Zeitschrift erscheint seit Juli 2008, derzeit mit zwölf Ausgaben im Jahr. Es werden Arbeiten veröffentlicht, die sich mit Krebsprävention beschäftigen.
Der Impact Factor lag im Jahr 2016 bei 3,985. Nach der Statistik des ISI Web of Knowledge wird das Journal mit diesem Impact Factor in der Kategorie Onkologie an 67. Stelle von 217 Zeitschriften geführt.